# Meeksi (commune)

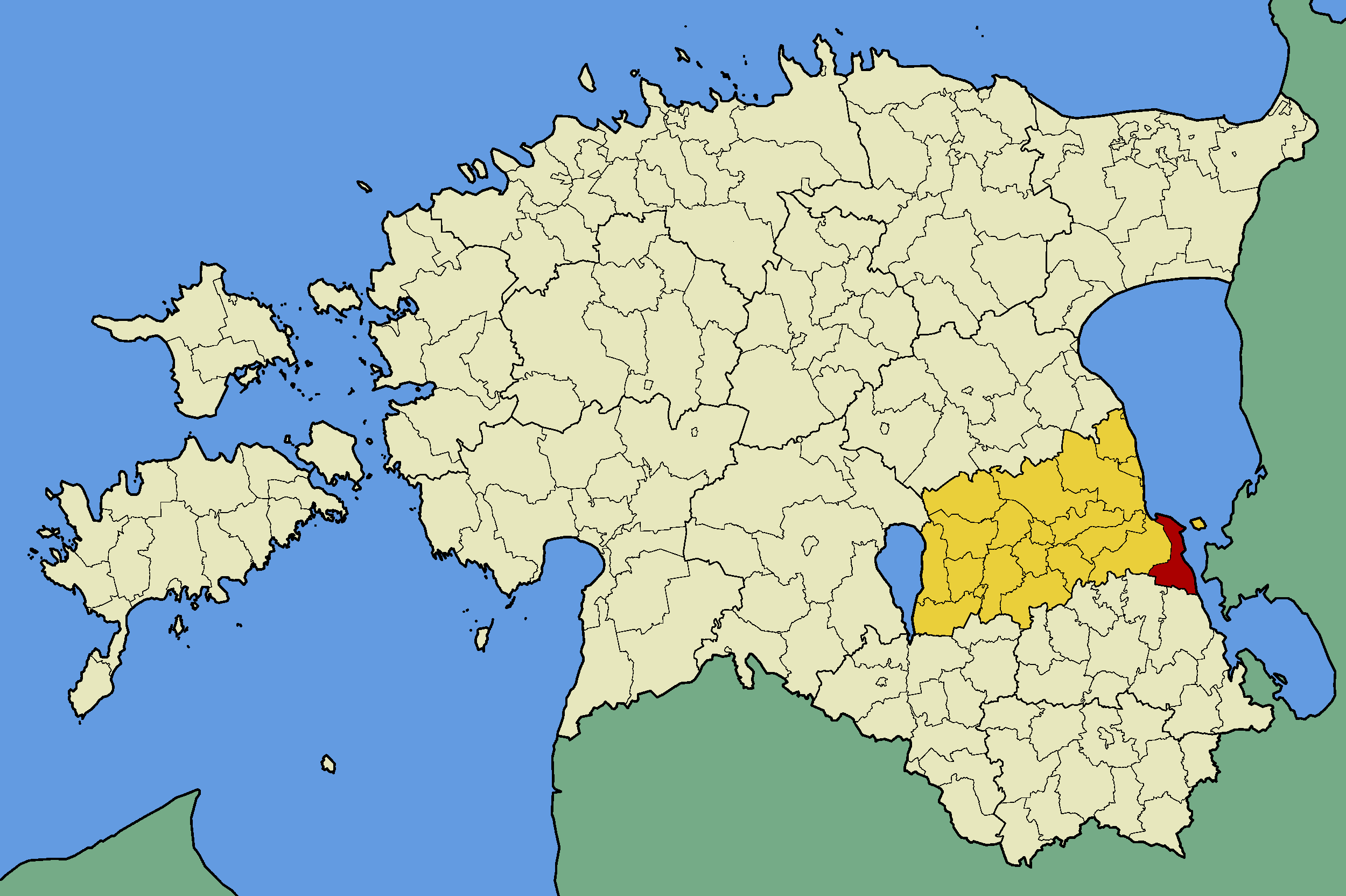
Localisation de l'ancienne commune de Meeksi (en rouge) dans le comté de Tartu (en jaune).

Meeksi (en estonien : Meeksi vald) est une ancienne commune rurale située dans le comté de Tartu en Estonie. Son chef-lieu était le village de Meeksi.

## Géographie
Elle s'étendait sur une superficie de 143,5 km2 à l'extrémité est du comté, sur la rive du lac Peïpous, à la frontière avec la Russie.
Elle comprenait le bourg de Mehikoorma, ainsi que les villages d'Aravu, Haavametsa, Järvselja, Jõepera, Meeksi, Meerapalu, Parapalu, Rõka et Sikakurmu.

## Histoire
Lors d'une réorganisation administrative en octobre 2017, la commune de Meeksi est supprimée, détachée du comté de Tartu et rattachée à celle de Räpina, dans le comté de Põlva.

## Démographie
La population, en diminution constante depuis les années 1990, s'élevait à 695 habitants en 2009 et à 592 habitants en 2012.